# 東加茂郡

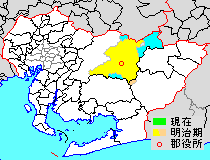
愛知県東加茂郡の範囲（薄黄：後に他郡に編入された区域 水色：後に他郡から編入した区域 薄水色：一時的に他郡に所属した区域）

東加茂郡（ひがしかもぐん）は、愛知県にあった郡である。

## 郡域
1878年（明治11年）に行政区画として発足した当時の郡域は、下記の区域にあたる。
- 豊田市の一部（松平地区・足助地区・富永町および三分山町・浅谷町・須渕町・上切町・下切町・上中町・下中町・島崎町・一色町を除く旭地区、下山田代町・田折町・蕪木町・蘭町を除く下山地区）
- 新城市の一部（作手中河内）

## 歴史

### 郡発足までの沿革
- 『旧高旧領取調帳』に記載されている、三河国加茂郡のうち後の本郡域の明治初年時点での支配は以下の通り。●は村内に寺社領が存在する。（206村）

| 知行         | 知行               | 明治3年         | 村数  | 村名 |
| ------------ | ------------------ | --------------- | ----- | --- |
| 幕府領       | 中泉代官所         | ■三河重原藩     | 5村   | 御内蔵連村、坪崎村、閑羅瀬村、怒田沢村、中国谷村 |
| 幕府領       | 旗本領             | 伊那県          | 107村 | 西樫尾村、沢尻村、高能村、源重村、白石村、南篠平村、真垣内村、平折村、六ツ木村、西大沼村、遊平村、滝脇村、梨野村、赤原村、岩倉村、菅生村、桑田和村、千野村、中之御所村、今朝平村、和合村、黒坂村、東蘭村、小松野村、大河原村、中立村、葛村、山ノ中立村、井ノ口村、近岡村、岩神村、田振村、●足助村、正作村、富永村、上脇村、東大沼村、梶村、惣田村、平沢村、大多賀村、小畑村、池島村、有間村、市平村、鳥巣村、小町村、阿蔵村、保殿村、宇連野村、吉平村、高野村、野原村、笹戸村、そだめ村、葛沢村、羽明村、栃ノ沢村、鍋田村、東中山村、槙ヶ田和村、柵沢村、花園村、長峯村、切二木村、立岩村、大林村、田平沢村、栃立村、平瀬村、黒岩村、四ツ松村、東山中村、栃本村、神殿村、大桑村、羽布村、荻島村、芦原子村、千田村、永野村、玉ヶ瀬村、八桑村、菅田和村、沢ノ堂村、大地沢村、大島村、日下部村、時瀬村、明賀村、万町村、小渡村、上国谷村、須田村、上伊熊村、万根村、東大見村、川端村、●霧山村、高蔵村、槙本村、伯母沢村、岡村、切山村、小手沢村、日明村、曲村 |
| 幕府領       | 旗本領             | 三河重原藩      | 26村  | 二本木村、重田和村、川向村、桂野村、寺沢村、九久平村、下平村、岩谷村、東渡合村、御蔵村、林添村、下河内村、深田村、東広見村、戸中村、上八木村、上小田村、上貝戸村、東丹波村、則定村、酒呑村、市ヶ瀬村、小沢村、安実京村、大蔵村、余平村 |
| 幕府領       | 中泉代官所・旗本領 | ■三河重原藩     | 3村   | 月原村、摺村、小滝野村 |
| 幕府領       | 中泉代官所・旗本領 | 伊那県          | 5村   | 杉ノ木村、大楠村、上佐切村、仁王村、所石村 |
| 幕府領       | 中泉代官所・旗本領 | 三河重原藩      | 1村   | ●松平村 |
| 藩領         | 三河吉田藩         | 三河豊橋藩      | 26村  | 足口村、九沢村、白瀬村、越田和村、田津原村、牛地村、連谷村、明川村、下伊熊村、林間村、深折村、東萩平村、大塚村、塩ノ沢村、安代村、久木村、北小田村、五反田村、川面村、太田村、浅谷村、有洞村、綾渡村、大蔵連村、椿立村、室平村 |
| 藩領         | 信濃竜岡藩         | 伊那県          | 26村  | 宮口村、大坪村、大垣内村、中垣内村、二井寺村、国閑村、下屋敷村、大給村、大田村、大井村、南細田村、中村、茅原村、下国谷村、七売村、桑原田村、下佐切村、足原村、押手村、漆畑村、能見村、東加塩村、二口村、大津村、椿木村、歌石村 |
| 藩領         | 吉田藩・竜岡藩     | 吉田藩・伊那県  | 1村   | 月畑村 |
| 幕府領・藩領 | 旗本領・吉田藩     | ■重原藩・吉田藩 | 2村   | 西野村、実栗村 |
| 幕府領・藩領 | 旗本領・吉田藩     | 伊那県・吉田藩  | 2村   | 山蕨村、野林村 |
| 幕府領・藩領 | 旗本領・竜岡藩     | 伊那県          | 1村   | 菊田村 |
| その他       | 寺社領             | 伊那県          | 1村   | 簗山村 |

- 慶応4年
  - 4月29日（1868年5月21日） - 幕府領・旗本領が三河裁判所の管轄となる。
  - 6月9日（1868年7月28日） - 三河裁判所の管轄区域が三河県の管轄となる。
  - 9月 - 三河県の管轄区域のうち旧幕府領および旧旗本領の一部が駿河府中藩領となる（明治3年の重原藩領のうち■の各村）。
- 明治2年
  - 1月 - 三河県の管轄区域の一部・静岡藩領の一部（■）が三河重原藩領となる（管轄は上表参照）。
  - 6月24日（1869年8月1日） - 三河県の管轄区域が伊那県の管轄となる。
  - 8月7日（1869年9月12日） - 任知藩事により府中藩が改称して静岡藩となる。
- 明治4年
  - 6月2日（1871年7月19日） - 竜岡藩が廃藩。領地が伊那県の管轄となる。
  - 7月14日（1871年8月29日） - 廃藩置県により、藩領が挙母県、重原県、静岡県の管轄となる。
  - 11月15日（1871年12月26日） - 第1次府県統合により全域が額田県の管轄となる。
- 明治5年11月27日（1872年12月27日） - 愛知県の管轄となる。
- 明治7年（1874年） - 宮口村が改称して東宮口村となる。

### 郡発足以降の沿革
- 明治11年（1878年）12月20日 - 郡区町村編制法の愛知県での施行により、行政区画としての東加茂郡が発足。郡役所が足助村に設置。同年、以下の各村の統合等が行われる。（168村）

- 広岡村 ← 西樫尾村、東渡合村、小町村、切山村、小手沢村、御蔵村、大蔵村、実栗村
- 杉本村 ← 沢尻村、源重村、白石村、九沢村、大垣内村
- 長沢村 ← 西大沼村、遊平村
- 追分村 ← 井ノ口村、近岡村、田振村、大島村、寺沢村
- 榊野村 ← 鳥巣村、小沢村、能見村、月畑村
- 花沢村 ← 槙ヶ田和村、柵沢村、花園村、長峯村、切二木村
- 豊岡村 ← 大地沢村、安代村
- 龍岡村 ← 須田村、市ヶ瀬村、足原村
- 伊熊村 ← 上伊熊村、下伊熊村

- 八幡村 ← 高蔵村、岡村
- 玉野村 ← 永野村、玉ヶ瀬村
- 新盛村 ← 八桑村、菅田和村
- 二タ宮村 ← 上貝戸村、東丹波村
- 白山村 ← 深田村、東広見村
- 室口村 ← 足口村、室平村
- 山ヶ谷村 ← 浅谷村、山蕨村
- 押井村 ← 二井寺村、押手村
- 福知村 ← 大井村、南細田村

- 高能村が大坪村に、保殿村が阿蔵村に、深折村が林間村にそれぞれ合併。
- 冷田村が起立。

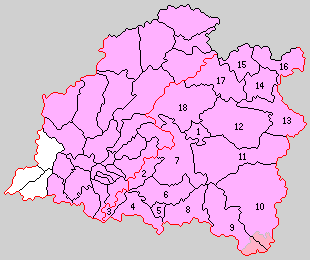
1.足助村 2.穂積村 3.志賀村 4.小川村 5.松平村 6.豊栄村 7.盛岡村 8.大沼村 9.下山村 10.富義村 11.金沢村 12.賀茂村 13.伊勢神村 14.築羽村 15.介木村 16.生駒村 17.野見村 18.阿摺村（桃：豊田市 赤：新城市）

- 明治22年（1889年）10月1日 - 町村制の施行により、以下の各村が発足。特記以外は全域が現・豊田市。（18村）
  - 足助村 ← 足助村、今朝平村、中之御所村
  - 穂積村 ← 則定村、霧山村、酒呑村、白瀬村、重田和村、西野村、二本木村
  - 志賀村 ← 六ツ木村、赤原村、岩倉村
  - 小川村 ← 九久平村、中村、中垣内村、桂野村、川向村、七売村、滝脇村、長沢村、林添村、下河内村、大給村、鍋田村、曲村
  - 松平村（単独村制）
  - 豊栄村 ← 大楠村、簗山村、そだめ村[1]、椿木村、歌石村、大田村、茅原村、羽明村、大津村、二口村、下屋敷村、所石村、杉ノ木村、仁王村、正作村、東宮口村、真垣内村、南篠平村、日明村、下平村、岩谷村
  - 盛岡村 ← 平折村、国閑村、上脇村、下佐切村、上佐切村、下国谷村、中国谷村、上国谷村、桑原田村、栃本村、四ツ松村、冷田村、上小田村、沢ノ堂村、野林村、追分村、岩神村、東山中村
  - 大沼村 ← 花沢村、東大沼村
  - 下山村 ← 平瀬村、田平沢村、栃立村、黒岩村、芦原子村、和合村、小松野村、東蘭村、荻島村、神殿村、梶村、大桑村（現・豊田市）、黒坂村（現・豊田市、新城市）
  - 富義村 ← 羽布村（現・豊田市、新城市）、立岩村、大林村、高野村、野原村、吉平村、宇連野村、阿蔵村、梨野村（現・豊田市）
  - 金沢村 ← 安実京村、東大見村、椿立村、山ヶ谷村、川端村、戸中村、葛沢村、山ノ中立村、御内蔵連村、綾渡村、大蔵連村、漆畑村、室口村、有洞村
  - 賀茂村 ← 豊岡村、越田和村、林間村、千野村、菅生村、桑田和村、龍岡村、怒田沢村、川面村、上八木村、五反田村、二タ宮村、玉野村、新盛村、久木村、北小田村、福知村、千田村
  - 伊勢神村 ← 明川村、大多賀村、連谷村、平沢村
  - 築羽村 ← 坪崎村、日下部村、八幡村、伯母沢村、伊熊村、槇本村、小畑村、惣田村
  - 介木村 ← 余平村、太田村、万町村、明賀村、時瀬村、小渡村
  - 生駒村 ← 田津原村、牛地村、小滝野村、閑羅瀬村
  - 野見村 ← 東加塩村、押井村、万根村、榊野村、杉本村、菊田村、有間村、笹戸村、市平村、池島村、東荻平村、大坪村
  - 阿摺村 ← 広岡村、東中山村、白山村、栃ノ沢村、大塚村、塩ノ沢村、中立村、摺村、葛村、大河原村、月原村
  - 富永村が北設楽郡武節村の一部となる。
- 明治23年（1890年）12月17日 - 足助村が町制施行して足助町となる。（1町17村）
- 明治24年（1891年）4月1日 - 郡制を施行。
- 明治26年（1893年）2月3日 - 賀茂村の一部（久木・林間・北小田・福知・豊岡・新盛・玉野）が分立して大和村が発足。（1町18村）
- 明治27年（1894年）6月4日 - 阿摺村が分割し、一部（山ケ谷・有洞・綾渡・大蔵連・椿立・室口・漆畑・山ノ中立・東大見・葛沢・安実京・御内蔵連）が分立して瑞穂村が、残部（広岡・月原）に阿摺村がそれぞれ発足。（1町19村）
- 明治39年（1906年）5月1日 - 以下の町村の統合が行われる。いずれも新設合併。（1町6村）
  - 阿摺村 ← 阿摺村、瑞穂村、大和村
  - 賀茂村 ← 賀茂村、伊勢神村、金沢村［山ケ谷・有洞・綾渡・大蔵連・椿立・室口・漆畑・山ノ中立・東大見・葛沢・安実京・御内蔵連］
  - 盛岡村 ← 金沢村［戸中・川端］、盛岡村、穂積村［霧山・則定］、豊栄村［岩谷・下平］
  - 松平村 ← 穂積村［酒呑・白瀬・重田和・西野・二本木］、豊栄村［大楠・簗山・そだめ村[1]・椿木・歌石・大田・茅原・羽明・大津・二口・下屋敷・所石・杉ノ木・仁王・正作・東宮口・真垣内・南篠平・日明］、松平村、小川村、志賀村
  - 下山村 ← 下山村、大沼村、富義村
  - 旭村 ← 野見村、生駒村、介木村、築羽村
- 大正12年（1923年）4月1日 - 郡会が廃止。郡役所は存続。
- 大正15年（1926年）7月1日 - 郡役所が廃止。以降は地域区分名称となる。
- 昭和23年（1948年）2月1日 - 下山村の一部（黒坂・羽布[3]の各一部）が南設楽郡作手村に編入。
- 昭和30年（1955年）4月1日（1町3村）
  - 足助町・盛岡村・賀茂村・阿摺村が合併し、改めて足助町が発足。
  - 旭村が岐阜県恵那郡三濃村の一部（浅谷・野原）を編入。
- 昭和31年（1956年）9月30日 - 下山村が額田郡下山村の一部（蕪木・田折・蘭・田代）を編入。
- 昭和36年（1961年）11月1日 - 松平村が町制施行して松平町となる。（2町2村）
- 昭和42年（1967年）4月1日 - 旭村が町制施行して旭町となる。（3町1村）
- 昭和45年（1970年）4月1日 - 松平町が豊田市に編入。（2町1村）
- 平成15年（2003年）10月1日 - 北設楽郡稲武町の所属郡が本郡に変更。（3町1村）
- 平成17年（2005年）4月1日 - 足助町・下山村・旭町・稲武町が豊田市に編入。同日東加茂郡消滅。

### 変遷表
| 明治22年以前      | 明治22年以前 | 明治22年以前 | 明治22年10月1日 町村制施行 | 明治22年 - 明治33年                             | 明治34年 - 大正15年         | 昭和元年 - 昭和64年                      | 昭和元年 - 昭和64年         | 平成元年 - 現在                                   | 平成元年 - 現在             | 現在   |
| ----------------- | ------------ | ------------ | -------------------------- | ----------------------------------------------- | --------------------------- | ---------------------------------------- | --------------------------- | ------------------------------------------------- | --------------------------- | ------ |
| 松平村            | 松平村       | 松平村       | 松平村                     | 松平村                                          | 明治39年5月1日 合併 松平村  | 昭和36年11月1日 町制 松平町              | 昭和45年4月1日 豊田市に編入 | 豊田市                                            | 豊田市                      | 豊田市 |
| 九久平村          | 九久平村     | 九久平村     | 小川村                     | 小川村                                          | 明治39年5月1日 合併 松平村  | 昭和36年11月1日 町制 松平町              | 昭和45年4月1日 豊田市に編入 | 豊田市                                            | 豊田市                      | 豊田市 |
| 中村              |              |              | 小川村                     | 小川村                                          | 明治39年5月1日 合併 松平村  | 昭和36年11月1日 町制 松平町              | 昭和45年4月1日 豊田市に編入 | 豊田市                                            | 豊田市                      | 豊田市 |
| 中垣戸村          |              |              | 小川村                     | 小川村                                          | 明治39年5月1日 合併 松平村  | 昭和36年11月1日 町制 松平町              | 昭和45年4月1日 豊田市に編入 | 豊田市                                            | 豊田市                      | 豊田市 |
| 桂野村            |              |              | 小川村                     | 小川村                                          | 明治39年5月1日 合併 松平村  | 昭和36年11月1日 町制 松平町              | 昭和45年4月1日 豊田市に編入 | 豊田市                                            | 豊田市                      | 豊田市 |
| 川向村            |              |              | 小川村                     | 小川村                                          | 明治39年5月1日 合併 松平村  | 昭和36年11月1日 町制 松平町              | 昭和45年4月1日 豊田市に編入 | 豊田市                                            | 豊田市                      | 豊田市 |
| 七売村            |              |              | 小川村                     | 小川村                                          | 明治39年5月1日 合併 松平村  | 昭和36年11月1日 町制 松平町              | 昭和45年4月1日 豊田市に編入 | 豊田市                                            | 豊田市                      | 豊田市 |
| 滝脇村            |              |              | 小川村                     | 小川村                                          | 明治39年5月1日 合併 松平村  | 昭和36年11月1日 町制 松平町              | 昭和45年4月1日 豊田市に編入 | 豊田市                                            | 豊田市                      | 豊田市 |
| 西大沼村          | 西大沼村     | 長沢村       | 小川村                     | 小川村                                          | 明治39年5月1日 合併 松平村  | 昭和36年11月1日 町制 松平町              | 昭和45年4月1日 豊田市に編入 | 豊田市                                            | 豊田市                      | 豊田市 |
| 遊平村            |              | 長沢村       | 小川村                     | 小川村                                          | 明治39年5月1日 合併 松平村  | 昭和36年11月1日 町制 松平町              | 昭和45年4月1日 豊田市に編入 | 豊田市                                            | 豊田市                      | 豊田市 |
| 林添村            |              |              | 小川村                     | 小川村                                          | 明治39年5月1日 合併 松平村  | 昭和36年11月1日 町制 松平町              | 昭和45年4月1日 豊田市に編入 | 豊田市                                            | 豊田市                      | 豊田市 |
| 下河内村          |              |              | 小川村                     | 小川村                                          | 明治39年5月1日 合併 松平村  | 昭和36年11月1日 町制 松平町              | 昭和45年4月1日 豊田市に編入 | 豊田市                                            | 豊田市                      | 豊田市 |
| 大給村            |              |              | 小川村                     | 小川村                                          | 明治39年5月1日 合併 松平村  | 昭和36年11月1日 町制 松平町              | 昭和45年4月1日 豊田市に編入 | 豊田市                                            | 豊田市                      | 豊田市 |
| 鍋田村            |              |              | 小川村                     | 小川村                                          | 明治39年5月1日 合併 松平村  | 昭和36年11月1日 町制 松平町              | 昭和45年4月1日 豊田市に編入 | 豊田市                                            | 豊田市                      | 豊田市 |
| 曲り村            |              |              | 小川村                     | 小川村                                          | 明治39年5月1日 合併 松平村  | 昭和36年11月1日 町制 松平町              | 昭和45年4月1日 豊田市に編入 | 豊田市                                            | 豊田市                      | 豊田市 |
| 岩倉村            | 岩倉村       | 岩倉村       | 志賀村                     | 志賀村                                          | 明治39年5月1日 合併 松平村  | 昭和36年11月1日 町制 松平町              | 昭和45年4月1日 豊田市に編入 | 豊田市                                            | 豊田市                      | 豊田市 |
| 赤原村            |              |              | 志賀村                     | 志賀村                                          | 明治39年5月1日 合併 松平村  | 昭和36年11月1日 町制 松平町              | 昭和45年4月1日 豊田市に編入 | 豊田市                                            | 豊田市                      | 豊田市 |
| 六ツ木村          |              |              | 志賀村                     | 志賀村                                          | 明治39年5月1日 合併 松平村  | 昭和36年11月1日 町制 松平町              | 昭和45年4月1日 豊田市に編入 | 豊田市                                            | 豊田市                      | 豊田市 |
| 正作村            | 正作村       | 正作村       | 豊栄村                     | 豊栄村                                          | 明治39年5月1日 合併 松平村  | 昭和36年11月1日 町制 松平町              | 昭和45年4月1日 豊田市に編入 | 豊田市                                            | 豊田市                      | 豊田市 |
| 大楠村            |              |              | 豊栄村                     | 豊栄村                                          | 明治39年5月1日 合併 松平村  | 昭和36年11月1日 町制 松平町              | 昭和45年4月1日 豊田市に編入 | 豊田市                                            | 豊田市                      | 豊田市 |
| 簗山村            |              |              | 豊栄村                     | 豊栄村                                          | 明治39年5月1日 合併 松平村  | 昭和36年11月1日 町制 松平町              | 昭和45年4月1日 豊田市に編入 | 豊田市                                            | 豊田市                      | 豊田市 |
| 堤立村            |              |              | 豊栄村                     | 豊栄村                                          | 明治39年5月1日 合併 松平村  | 昭和36年11月1日 町制 松平町              | 昭和45年4月1日 豊田市に編入 | 豊田市                                            | 豊田市                      | 豊田市 |
| 大田村            |              |              | 豊栄村                     | 豊栄村                                          | 明治39年5月1日 合併 松平村  | 昭和36年11月1日 町制 松平町              | 昭和45年4月1日 豊田市に編入 | 豊田市                                            | 豊田市                      | 豊田市 |
| 茅原村            |              |              | 豊栄村                     | 豊栄村                                          | 明治39年5月1日 合併 松平村  | 昭和36年11月1日 町制 松平町              | 昭和45年4月1日 豊田市に編入 | 豊田市                                            | 豊田市                      | 豊田市 |
| 椿木村            |              |              | 豊栄村                     | 豊栄村                                          | 明治39年5月1日 合併 松平村  | 昭和36年11月1日 町制 松平町              | 昭和45年4月1日 豊田市に編入 | 豊田市                                            | 豊田市                      | 豊田市 |
| 歌石村            |              |              | 豊栄村                     | 豊栄村                                          | 明治39年5月1日 合併 松平村  | 昭和36年11月1日 町制 松平町              | 昭和45年4月1日 豊田市に編入 | 豊田市                                            | 豊田市                      | 豊田市 |
| 羽明村            |              |              | 豊栄村                     | 豊栄村                                          | 明治39年5月1日 合併 松平村  | 昭和36年11月1日 町制 松平町              | 昭和45年4月1日 豊田市に編入 | 豊田市                                            | 豊田市                      | 豊田市 |
| 大津村            |              |              | 豊栄村                     | 豊栄村                                          | 明治39年5月1日 合併 松平村  | 昭和36年11月1日 町制 松平町              | 昭和45年4月1日 豊田市に編入 | 豊田市                                            | 豊田市                      | 豊田市 |
| 二口村            |              |              | 豊栄村                     | 豊栄村                                          | 明治39年5月1日 合併 松平村  | 昭和36年11月1日 町制 松平町              | 昭和45年4月1日 豊田市に編入 | 豊田市                                            | 豊田市                      | 豊田市 |
| 下屋敷村          |              |              | 豊栄村                     | 豊栄村                                          | 明治39年5月1日 合併 松平村  | 昭和36年11月1日 町制 松平町              | 昭和45年4月1日 豊田市に編入 | 豊田市                                            | 豊田市                      | 豊田市 |
| 所石村            |              |              | 豊栄村                     | 豊栄村                                          | 明治39年5月1日 合併 松平村  | 昭和36年11月1日 町制 松平町              | 昭和45年4月1日 豊田市に編入 | 豊田市                                            | 豊田市                      | 豊田市 |
| 杉木村            |              |              | 豊栄村                     | 豊栄村                                          | 明治39年5月1日 合併 松平村  | 昭和36年11月1日 町制 松平町              | 昭和45年4月1日 豊田市に編入 | 豊田市                                            | 豊田市                      | 豊田市 |
| 仁王村            |              |              | 豊栄村                     | 豊栄村                                          | 明治39年5月1日 合併 松平村  | 昭和36年11月1日 町制 松平町              | 昭和45年4月1日 豊田市に編入 | 豊田市                                            | 豊田市                      | 豊田市 |
| 東宮口村          |              |              | 豊栄村                     | 豊栄村                                          | 明治39年5月1日 合併 松平村  | 昭和36年11月1日 町制 松平町              | 昭和45年4月1日 豊田市に編入 | 豊田市                                            | 豊田市                      | 豊田市 |
| 真垣内村          |              |              | 豊栄村                     | 豊栄村                                          | 明治39年5月1日 合併 松平村  | 昭和36年11月1日 町制 松平町              | 昭和45年4月1日 豊田市に編入 | 豊田市                                            | 豊田市                      | 豊田市 |
| 南簗平村          |              |              | 豊栄村                     | 豊栄村                                          | 明治39年5月1日 合併 松平村  | 昭和36年11月1日 町制 松平町              | 昭和45年4月1日 豊田市に編入 | 豊田市                                            | 豊田市                      | 豊田市 |
| 日明村            |              |              | 豊栄村                     | 豊栄村                                          | 明治39年5月1日 合併 松平村  | 昭和36年11月1日 町制 松平町              | 昭和45年4月1日 豊田市に編入 | 豊田市                                            | 豊田市                      | 豊田市 |
| 岩谷村            | 岩谷村       | 岩谷村       | 豊栄村                     | 豊栄村                                          | 明治39年5月1日 合併 盛岡村  | 昭和30年4月1日 足助町に編入              | 足助町                      | 足助町                                            | 平成17年4月1日 豊田市に編入 | 豊田市 |
| 下平村            |              |              | 豊栄村                     | 豊栄村                                          | 明治39年5月1日 合併 盛岡村  | 昭和30年4月1日 足助町に編入              | 足助町                      | 足助町                                            | 平成17年4月1日 豊田市に編入 | 豊田市 |
| 霧山村            | 霧山村       | 霧山村       | 穂積村                     | 穂積村                                          | 明治39年5月1日 合併 盛岡村  | 昭和30年4月1日 足助町に編入              | 足助町                      | 足助町                                            | 平成17年4月1日 豊田市に編入 | 豊田市 |
| 則定村            |              |              | 穂積村                     | 穂積村                                          | 明治39年5月1日 合併 盛岡村  | 昭和30年4月1日 足助町に編入              | 足助町                      | 足助町                                            | 平成17年4月1日 豊田市に編入 | 豊田市 |
| 酒呑村            | 酒呑村       | 酒呑村       | 穂積村                     | 穂積村                                          | 明治39年5月1日 合併 松平村  | 昭和36年11月1日 町制 松平町              | 昭和45年4月1日 豊田市に編入 | 豊田市                                            | 豊田市                      | 豊田市 |
| 白瀬村            |              |              | 穂積村                     | 穂積村                                          | 明治39年5月1日 合併 松平村  | 昭和36年11月1日 町制 松平町              | 昭和45年4月1日 豊田市に編入 | 豊田市                                            | 豊田市                      | 豊田市 |
| 重田和村          |              |              | 穂積村                     | 穂積村                                          | 明治39年5月1日 合併 松平村  | 昭和36年11月1日 町制 松平町              | 昭和45年4月1日 豊田市に編入 | 豊田市                                            | 豊田市                      | 豊田市 |
| 西野村            |              |              | 穂積村                     | 穂積村                                          | 明治39年5月1日 合併 松平村  | 昭和36年11月1日 町制 松平町              | 昭和45年4月1日 豊田市に編入 | 豊田市                                            | 豊田市                      | 豊田市 |
| 二本木村          |              |              | 穂積村                     | 穂積村                                          | 明治39年5月1日 合併 松平村  | 昭和36年11月1日 町制 松平町              | 昭和45年4月1日 豊田市に編入 | 豊田市                                            | 豊田市                      | 豊田市 |
| 足助村            | 足助村       | 足助村       | 足助村                     | 明治23年12月17日 町制 足助町                    | 足助町                      | 足助町                                   | 足助町                      | 足助町                                            | 平成17年4月1日 豊田市に編入 | 豊田市 |
| 中之御所村        |              |              | 足助村                     | 明治23年12月17日 町制 足助町                    | 足助町                      | 足助町                                   | 足助町                      | 足助町                                            | 平成17年4月1日 豊田市に編入 | 豊田市 |
| 今朝平村          |              |              | 足助村                     | 明治23年12月17日 町制 足助町                    | 足助町                      | 足助町                                   | 足助町                      | 足助町                                            | 平成17年4月1日 豊田市に編入 | 豊田市 |
| 上国谷村          | 上国谷村     | 上国谷村     | 盛岡村                     | 盛岡村                                          | 明治39年5月1日 合併 盛岡村  | 昭和30年4月1日 足助町に編入              | 足助町                      | 足助町                                            | 平成17年4月1日 豊田市に編入 | 豊田市 |
| 四ッ松村          |              |              | 盛岡村                     | 盛岡村                                          | 明治39年5月1日 合併 盛岡村  | 昭和30年4月1日 足助町に編入              | 足助町                      | 足助町                                            | 平成17年4月1日 豊田市に編入 | 豊田市 |
| 冷田村            |              |              | 盛岡村                     | 盛岡村                                          | 明治39年5月1日 合併 盛岡村  | 昭和30年4月1日 足助町に編入              | 足助町                      | 足助町                                            | 平成17年4月1日 豊田市に編入 | 豊田市 |
| 上小田村          |              |              | 盛岡村                     | 盛岡村                                          | 明治39年5月1日 合併 盛岡村  | 昭和30年4月1日 足助町に編入              | 足助町                      | 足助町                                            | 平成17年4月1日 豊田市に編入 | 豊田市 |
| 沢ノ堂村          |              |              | 盛岡村                     | 盛岡村                                          | 明治39年5月1日 合併 盛岡村  | 昭和30年4月1日 足助町に編入              | 足助町                      | 足助町                                            | 平成17年4月1日 豊田市に編入 | 豊田市 |
| 平折村            |              |              | 盛岡村                     | 盛岡村                                          | 明治39年5月1日 合併 盛岡村  | 昭和30年4月1日 足助町に編入              | 足助町                      | 足助町                                            | 平成17年4月1日 豊田市に編入 | 豊田市 |
| 国閑村            |              |              | 盛岡村                     | 盛岡村                                          | 明治39年5月1日 合併 盛岡村  | 昭和30年4月1日 足助町に編入              | 足助町                      | 足助町                                            | 平成17年4月1日 豊田市に編入 | 豊田市 |
| 上脇村            |              |              | 盛岡村                     | 盛岡村                                          | 明治39年5月1日 合併 盛岡村  | 昭和30年4月1日 足助町に編入              | 足助町                      | 足助町                                            | 平成17年4月1日 豊田市に編入 | 豊田市 |
| 下佐切村          |              |              | 盛岡村                     | 盛岡村                                          | 明治39年5月1日 合併 盛岡村  | 昭和30年4月1日 足助町に編入              | 足助町                      | 足助町                                            | 平成17年4月1日 豊田市に編入 | 豊田市 |
| 上佐切村          |              |              | 盛岡村                     | 盛岡村                                          | 明治39年5月1日 合併 盛岡村  | 昭和30年4月1日 足助町に編入              | 足助町                      | 足助町                                            | 平成17年4月1日 豊田市に編入 | 豊田市 |
| 下国谷村          |              |              | 盛岡村                     | 盛岡村                                          | 明治39年5月1日 合併 盛岡村  | 昭和30年4月1日 足助町に編入              | 足助町                      | 足助町                                            | 平成17年4月1日 豊田市に編入 | 豊田市 |
| 中国谷村          |              |              | 盛岡村                     | 盛岡村                                          | 明治39年5月1日 合併 盛岡村  | 昭和30年4月1日 足助町に編入              | 足助町                      | 足助町                                            | 平成17年4月1日 豊田市に編入 | 豊田市 |
| 桑原田村          |              |              | 盛岡村                     | 盛岡村                                          | 明治39年5月1日 合併 盛岡村  | 昭和30年4月1日 足助町に編入              | 足助町                      | 足助町                                            | 平成17年4月1日 豊田市に編入 | 豊田市 |
| 栃本村            |              |              | 盛岡村                     | 盛岡村                                          | 明治39年5月1日 合併 盛岡村  | 昭和30年4月1日 足助町に編入              | 足助町                      | 足助町                                            | 平成17年4月1日 豊田市に編入 | 豊田市 |
| 大野村            | 大野村       | 野林村       | 盛岡村                     | 盛岡村                                          | 明治39年5月1日 合併 盛岡村  | 昭和30年4月1日 足助町に編入              | 足助町                      | 足助町                                            | 平成17年4月1日 豊田市に編入 | 豊田市 |
| 籠林村            |              | 野林村       | 盛岡村                     | 盛岡村                                          | 明治39年5月1日 合併 盛岡村  | 昭和30年4月1日 足助町に編入              | 足助町                      | 足助町                                            | 平成17年4月1日 豊田市に編入 | 豊田市 |
| 井ノ口村          | 井ノ口村     | 追分村       | 盛岡村                     | 盛岡村                                          | 明治39年5月1日 合併 盛岡村  | 昭和30年4月1日 足助町に編入              | 足助町                      | 足助町                                            | 平成17年4月1日 豊田市に編入 | 豊田市 |
| 寺沢村            |              | 追分村       | 盛岡村                     | 盛岡村                                          | 明治39年5月1日 合併 盛岡村  | 昭和30年4月1日 足助町に編入              | 足助町                      | 足助町                                            | 平成17年4月1日 豊田市に編入 | 豊田市 |
| 近岡村            |              | 追分村       | 盛岡村                     | 盛岡村                                          | 明治39年5月1日 合併 盛岡村  | 昭和30年4月1日 足助町に編入              | 足助町                      | 足助町                                            | 平成17年4月1日 豊田市に編入 | 豊田市 |
| 大島村            |              | 追分村       | 盛岡村                     | 盛岡村                                          | 明治39年5月1日 合併 盛岡村  | 昭和30年4月1日 足助町に編入              | 足助町                      | 足助町                                            | 平成17年4月1日 豊田市に編入 | 豊田市 |
| 田振村            |              | 追分村       | 盛岡村                     | 盛岡村                                          | 明治39年5月1日 合併 盛岡村  | 昭和30年4月1日 足助町に編入              | 足助町                      | 足助町                                            | 平成17年4月1日 豊田市に編入 | 豊田市 |
| 岩神村            |              |              | 盛岡村                     | 盛岡村                                          | 明治39年5月1日 合併 盛岡村  | 昭和30年4月1日 足助町に編入              | 足助町                      | 足助町                                            | 平成17年4月1日 豊田市に編入 | 豊田市 |
| 戸中村            | 戸中村       | 戸中村       | 金沢村                     | 金沢村                                          | 明治39年5月1日 合併 盛岡村  | 昭和30年4月1日 足助町に編入              | 足助町                      | 足助町                                            | 平成17年4月1日 豊田市に編入 | 豊田市 |
| 川端村            |              |              | 金沢村                     | 金沢村                                          | 明治39年5月1日 合併 盛岡村  | 昭和30年4月1日 足助町に編入              | 足助町                      | 足助町                                            | 平成17年4月1日 豊田市に編入 | 豊田市 |
| 山蕨村            | 山蕨村       | 山ケ谷村     | 金沢村                     | 金沢村                                          | 明治39年5月1日 合併 賀茂村  | 昭和30年4月1日 足助町に編入              | 足助町                      | 足助町                                            | 平成17年4月1日 豊田市に編入 | 豊田市 |
| 浅谷村            |              | 山ケ谷村     | 金沢村                     | 金沢村                                          | 明治39年5月1日 合併 賀茂村  | 昭和30年4月1日 足助町に編入              | 足助町                      | 足助町                                            | 平成17年4月1日 豊田市に編入 | 豊田市 |
| 有洞村            |              |              | 金沢村                     | 金沢村                                          | 明治39年5月1日 合併 賀茂村  | 昭和30年4月1日 足助町に編入              | 足助町                      | 足助町                                            | 平成17年4月1日 豊田市に編入 | 豊田市 |
| 綾渡村            |              |              | 金沢村                     | 金沢村                                          | 明治39年5月1日 合併 賀茂村  | 昭和30年4月1日 足助町に編入              | 足助町                      | 足助町                                            | 平成17年4月1日 豊田市に編入 | 豊田市 |
| 大蔵連村          |              |              | 金沢村                     | 金沢村                                          | 明治39年5月1日 合併 賀茂村  | 昭和30年4月1日 足助町に編入              | 足助町                      | 足助町                                            | 平成17年4月1日 豊田市に編入 | 豊田市 |
| 椿立村            |              |              | 金沢村                     | 金沢村                                          | 明治39年5月1日 合併 賀茂村  | 昭和30年4月1日 足助町に編入              | 足助町                      | 足助町                                            | 平成17年4月1日 豊田市に編入 | 豊田市 |
| 室平村            | 室平村       | 室口村       | 金沢村                     | 金沢村                                          | 明治39年5月1日 合併 賀茂村  | 昭和30年4月1日 足助町に編入              | 足助町                      | 足助町                                            | 平成17年4月1日 豊田市に編入 | 豊田市 |
| 足口村            |              | 室口村       | 金沢村                     | 金沢村                                          | 明治39年5月1日 合併 賀茂村  | 昭和30年4月1日 足助町に編入              | 足助町                      | 足助町                                            | 平成17年4月1日 豊田市に編入 | 豊田市 |
| 漆畑村            |              |              | 金沢村                     | 金沢村                                          | 明治39年5月1日 合併 賀茂村  | 昭和30年4月1日 足助町に編入              | 足助町                      | 足助町                                            | 平成17年4月1日 豊田市に編入 | 豊田市 |
| 山ノ中立村        |              |              | 金沢村                     | 金沢村                                          | 明治39年5月1日 合併 賀茂村  | 昭和30年4月1日 足助町に編入              | 足助町                      | 足助町                                            | 平成17年4月1日 豊田市に編入 | 豊田市 |
| 東大見村          |              |              | 金沢村                     | 金沢村                                          | 明治39年5月1日 合併 賀茂村  | 昭和30年4月1日 足助町に編入              | 足助町                      | 足助町                                            | 平成17年4月1日 豊田市に編入 | 豊田市 |
| 葛沢村            |              |              | 金沢村                     | 金沢村                                          | 明治39年5月1日 合併 賀茂村  | 昭和30年4月1日 足助町に編入              | 足助町                      | 足助町                                            | 平成17年4月1日 豊田市に編入 | 豊田市 |
| 安実京村          |              |              | 金沢村                     | 金沢村                                          | 明治39年5月1日 合併 賀茂村  | 昭和30年4月1日 足助町に編入              | 足助町                      | 足助町                                            | 平成17年4月1日 豊田市に編入 | 豊田市 |
| 御内蔵連          |              |              | 金沢村                     | 金沢村                                          | 明治39年5月1日 合併 賀茂村  | 昭和30年4月1日 足助町に編入              | 足助町                      | 足助町                                            | 平成17年4月1日 豊田市に編入 | 豊田市 |
| 明川村            | 明川村       | 明川村       | 伊勢神村                   | 伊勢神村                                        | 明治39年5月1日 合併 賀茂村  | 昭和30年4月1日 足助町に編入              | 足助町                      | 足助町                                            | 平成17年4月1日 豊田市に編入 | 豊田市 |
| 連谷村            |              |              | 伊勢神村                   | 伊勢神村                                        | 明治39年5月1日 合併 賀茂村  | 昭和30年4月1日 足助町に編入              | 足助町                      | 足助町                                            | 平成17年4月1日 豊田市に編入 | 豊田市 |
| 平沢村            |              |              | 伊勢神村                   | 伊勢神村                                        | 明治39年5月1日 合併 賀茂村  | 昭和30年4月1日 足助町に編入              | 足助町                      | 足助町                                            | 平成17年4月1日 豊田市に編入 | 豊田市 |
| 大多賀村          |              |              | 伊勢神村                   | 伊勢神村                                        | 明治39年5月1日 合併 賀茂村  | 昭和30年4月1日 足助町に編入              | 足助町                      | 足助町                                            | 平成17年4月1日 豊田市に編入 | 豊田市 |
| 桑田和村          | 桑田和村     | 桑田和村     | 賀茂村                     | 賀茂村                                          | 明治39年5月1日 合併 賀茂村  | 昭和30年4月1日 足助町に編入              | 足助町                      | 足助町                                            | 平成17年4月1日 豊田市に編入 | 豊田市 |
| 千田村            |              |              | 賀茂村                     | 賀茂村                                          | 明治39年5月1日 合併 賀茂村  | 昭和30年4月1日 足助町に編入              | 足助町                      | 足助町                                            | 平成17年4月1日 豊田市に編入 | 豊田市 |
| 上貝戸村          | 上貝戸村     | 二夕宮村     | 賀茂村                     | 賀茂村                                          | 明治39年5月1日 合併 賀茂村  | 昭和30年4月1日 足助町に編入              | 足助町                      | 足助町                                            | 平成17年4月1日 豊田市に編入 | 豊田市 |
| 東丹波村          |              | 二夕宮村     | 賀茂村                     | 賀茂村                                          | 明治39年5月1日 合併 賀茂村  | 昭和30年4月1日 足助町に編入              | 足助町                      | 足助町                                            | 平成17年4月1日 豊田市に編入 | 豊田市 |
| 上八木村          |              |              | 賀茂村                     | 賀茂村                                          | 明治39年5月1日 合併 賀茂村  | 昭和30年4月1日 足助町に編入              | 足助町                      | 足助町                                            | 平成17年4月1日 豊田市に編入 | 豊田市 |
| 怒田沢村          |              |              | 賀茂村                     | 賀茂村                                          | 明治39年5月1日 合併 賀茂村  | 昭和30年4月1日 足助町に編入              | 足助町                      | 足助町                                            | 平成17年4月1日 豊田市に編入 | 豊田市 |
| 市ケ瀬村          | 市ケ瀬村     | 龍岡村       | 賀茂村                     | 賀茂村                                          | 明治39年5月1日 合併 賀茂村  | 昭和30年4月1日 足助町に編入              | 足助町                      | 足助町                                            | 平成17年4月1日 豊田市に編入 | 豊田市 |
| 須田村            |              | 龍岡村       | 賀茂村                     | 賀茂村                                          | 明治39年5月1日 合併 賀茂村  | 昭和30年4月1日 足助町に編入              | 足助町                      | 足助町                                            | 平成17年4月1日 豊田市に編入 | 豊田市 |
| 足原村            |              | 龍岡村       | 賀茂村                     | 賀茂村                                          | 明治39年5月1日 合併 賀茂村  | 昭和30年4月1日 足助町に編入              | 足助町                      | 足助町                                            | 平成17年4月1日 豊田市に編入 | 豊田市 |
| 千野村            |              |              | 賀茂村                     | 賀茂村                                          | 明治39年5月1日 合併 賀茂村  | 昭和30年4月1日 足助町に編入              | 足助町                      | 足助町                                            | 平成17年4月1日 豊田市に編入 | 豊田市 |
| 菅生村            |              |              | 賀茂村                     | 賀茂村                                          | 明治39年5月1日 合併 賀茂村  | 昭和30年4月1日 足助町に編入              | 足助町                      | 足助町                                            | 平成17年4月1日 豊田市に編入 | 豊田市 |
| 越田和村          |              |              | 賀茂村                     | 賀茂村                                          | 明治39年5月1日 合併 賀茂村  | 昭和30年4月1日 足助町に編入              | 足助町                      | 足助町                                            | 平成17年4月1日 豊田市に編入 | 豊田市 |
| 川面村            |              |              | 賀茂村                     | 賀茂村                                          | 明治39年5月1日 合併 賀茂村  | 昭和30年4月1日 足助町に編入              | 足助町                      | 足助町                                            | 平成17年4月1日 豊田市に編入 | 豊田市 |
| 五反田村          |              |              | 賀茂村                     | 賀茂村                                          | 明治39年5月1日 合併 賀茂村  | 昭和30年4月1日 足助町に編入              | 足助町                      | 足助町                                            | 平成17年4月1日 豊田市に編入 | 豊田市 |
| 久木村            | 久木村       | 久木村       | 賀茂村                     | 明治26年2月2日 分立 大和村                      | 明治39年5月1日 合併 阿摺村  | 昭和30年4月1日 足助町に編入              | 足助町                      | 足助町                                            | 平成17年4月1日 豊田市に編入 | 豊田市 |
| 林間村            | 林間村       | 林間村       | 賀茂村                     | 明治26年2月2日 分立 大和村                      | 明治39年5月1日 合併 阿摺村  | 昭和30年4月1日 足助町に編入              | 足助町                      | 足助町                                            | 平成17年4月1日 豊田市に編入 | 豊田市 |
| 深折村            |              | 林間村       | 賀茂村                     | 明治26年2月2日 分立 大和村                      | 明治39年5月1日 合併 阿摺村  | 昭和30年4月1日 足助町に編入              | 足助町                      | 足助町                                            | 平成17年4月1日 豊田市に編入 | 豊田市 |
| 北小田村          |              |              | 賀茂村                     | 明治26年2月2日 分立 大和村                      | 明治39年5月1日 合併 阿摺村  | 昭和30年4月1日 足助町に編入              | 足助町                      | 足助町                                            | 平成17年4月1日 豊田市に編入 | 豊田市 |
| 大井村            | 大井村       | 福知村       | 賀茂村                     | 明治26年2月2日 分立 大和村                      | 明治39年5月1日 合併 阿摺村  | 昭和30年4月1日 足助町に編入              | 足助町                      | 足助町                                            | 平成17年4月1日 豊田市に編入 | 豊田市 |
| 南細田村          |              | 福知村       | 賀茂村                     | 明治26年2月2日 分立 大和村                      | 明治39年5月1日 合併 阿摺村  | 昭和30年4月1日 足助町に編入              | 足助町                      | 足助町                                            | 平成17年4月1日 豊田市に編入 | 豊田市 |
| 大地沢村          | 大地沢村     | 豊岡村       | 賀茂村                     | 明治26年2月2日 分立 大和村                      | 明治39年5月1日 合併 阿摺村  | 昭和30年4月1日 足助町に編入              | 足助町                      | 足助町                                            | 平成17年4月1日 豊田市に編入 | 豊田市 |
| 安代村            |              | 豊岡村       | 賀茂村                     | 明治26年2月2日 分立 大和村                      | 明治39年5月1日 合併 阿摺村  | 昭和30年4月1日 足助町に編入              | 足助町                      | 足助町                                            | 平成17年4月1日 豊田市に編入 | 豊田市 |
| 八桑村            | 八桑村       | 新盛村       | 賀茂村                     | 明治26年2月2日 分立 大和村                      | 明治39年5月1日 合併 阿摺村  | 昭和30年4月1日 足助町に編入              | 足助町                      | 足助町                                            | 平成17年4月1日 豊田市に編入 | 豊田市 |
| 菅田和村          |              | 新盛村       | 賀茂村                     | 明治26年2月2日 分立 大和村                      | 明治39年5月1日 合併 阿摺村  | 昭和30年4月1日 足助町に編入              | 足助町                      | 足助町                                            | 平成17年4月1日 豊田市に編入 | 豊田市 |
| 玉ケ瀬村          | 玉ケ瀬村     | 玉野村       | 賀茂村                     | 明治26年2月2日 分立 大和村                      | 明治39年5月1日 合併 阿摺村  | 昭和30年4月1日 足助町に編入              | 足助町                      | 足助町                                            | 平成17年4月1日 豊田市に編入 | 豊田市 |
| 永野村            |              | 玉野村       | 賀茂村                     | 明治26年2月2日 分立 大和村                      | 明治39年5月1日 合併 阿摺村  | 昭和30年4月1日 足助町に編入              | 足助町                      | 足助町                                            | 平成17年4月1日 豊田市に編入 | 豊田市 |
| 西樫尾村          | 西樫尾村     | 広岡村       | 阿摺村                     | 阿摺村                                          | 明治39年5月1日 合併 阿摺村  | 昭和30年4月1日 足助町に編入              | 足助町                      | 足助町                                            | 平成17年4月1日 豊田市に編入 | 豊田市 |
| 東渡合村          |              | 広岡村       | 阿摺村                     | 阿摺村                                          | 明治39年5月1日 合併 阿摺村  | 昭和30年4月1日 足助町に編入              | 足助町                      | 足助町                                            | 平成17年4月1日 豊田市に編入 | 豊田市 |
| 小町村            |              | 広岡村       | 阿摺村                     | 阿摺村                                          | 明治39年5月1日 合併 阿摺村  | 昭和30年4月1日 足助町に編入              | 足助町                      | 足助町                                            | 平成17年4月1日 豊田市に編入 | 豊田市 |
| 御蔵村            |              | 広岡村       | 阿摺村                     | 阿摺村                                          | 明治39年5月1日 合併 阿摺村  | 昭和30年4月1日 足助町に編入              | 足助町                      | 足助町                                            | 平成17年4月1日 豊田市に編入 | 豊田市 |
| 実栗村            |              | 広岡村       | 阿摺村                     | 阿摺村                                          | 明治39年5月1日 合併 阿摺村  | 昭和30年4月1日 足助町に編入              | 足助町                      | 足助町                                            | 平成17年4月1日 豊田市に編入 | 豊田市 |
| 大蔵村            |              | 広岡村       | 阿摺村                     | 阿摺村                                          | 明治39年5月1日 合併 阿摺村  | 昭和30年4月1日 足助町に編入              | 足助町                      | 足助町                                            | 平成17年4月1日 豊田市に編入 | 豊田市 |
| 切山村            |              | 広岡村       | 阿摺村                     | 阿摺村                                          | 明治39年5月1日 合併 阿摺村  | 昭和30年4月1日 足助町に編入              | 足助町                      | 足助町                                            | 平成17年4月1日 豊田市に編入 | 豊田市 |
| 小手沢村          |              | 広岡村       | 阿摺村                     | 阿摺村                                          | 明治39年5月1日 合併 阿摺村  | 昭和30年4月1日 足助町に編入              | 足助町                      | 足助町                                            | 平成17年4月1日 豊田市に編入 | 豊田市 |
| 月原村            |              |              | 阿摺村                     | 阿摺村                                          | 明治39年5月1日 合併 阿摺村  | 昭和30年4月1日 足助町に編入              | 足助町                      | 足助町                                            | 平成17年4月1日 豊田市に編入 | 豊田市 |
| 摺村              | 摺村         | 摺村         | 阿摺村                     | 明治27年6月4日 分立 瑞穂村                      | 明治39年5月1日 合併 阿摺村  | 昭和30年4月1日 足助町に編入              | 足助町                      | 足助町                                            | 平成17年4月1日 豊田市に編入 | 豊田市 |
| 葛村              |              |              | 阿摺村                     | 明治27年6月4日 分立 瑞穂村                      | 明治39年5月1日 合併 阿摺村  | 昭和30年4月1日 足助町に編入              | 足助町                      | 足助町                                            | 平成17年4月1日 豊田市に編入 | 豊田市 |
| 深田村            | 深田村       | 白山村       | 阿摺村                     | 明治27年6月4日 分立 瑞穂村                      | 明治39年5月1日 合併 阿摺村  | 昭和30年4月1日 足助町に編入              | 足助町                      | 足助町                                            | 平成17年4月1日 豊田市に編入 | 豊田市 |
| 東広見村          |              | 白山村       | 阿摺村                     | 明治27年6月4日 分立 瑞穂村                      | 明治39年5月1日 合併 阿摺村  | 昭和30年4月1日 足助町に編入              | 足助町                      | 足助町                                            | 平成17年4月1日 豊田市に編入 | 豊田市 |
| 栃ノ沢村          |              |              | 阿摺村                     | 明治27年6月4日 分立 瑞穂村                      | 明治39年5月1日 合併 阿摺村  | 昭和30年4月1日 足助町に編入              | 足助町                      | 足助町                                            | 平成17年4月1日 豊田市に編入 | 豊田市 |
| 中立村            |              |              | 阿摺村                     | 明治27年6月4日 分立 瑞穂村                      | 明治39年5月1日 合併 阿摺村  | 昭和30年4月1日 足助町に編入              | 足助町                      | 足助町                                            | 平成17年4月1日 豊田市に編入 | 豊田市 |
| 大河原村          |              |              | 阿摺村                     | 明治27年6月4日 分立 瑞穂村                      | 明治39年5月1日 合併 阿摺村  | 昭和30年4月1日 足助町に編入              | 足助町                      | 足助町                                            | 平成17年4月1日 豊田市に編入 | 豊田市 |
| 東中山村          |              |              | 阿摺村                     | 明治27年6月4日 分立 瑞穂村                      | 明治39年5月1日 合併 阿摺村  | 昭和30年4月1日 足助町に編入              | 足助町                      | 足助町                                            | 平成17年4月1日 豊田市に編入 | 豊田市 |
| 大塚村            |              |              | 阿摺村                     | 明治27年6月4日 分立 瑞穂村                      | 明治39年5月1日 合併 阿摺村  | 昭和30年4月1日 足助町に編入              | 足助町                      | 足助町                                            | 平成17年4月1日 豊田市に編入 | 豊田市 |
| 塩ノ沢村          |              |              | 阿摺村                     | 明治27年6月4日 分立 瑞穂村                      | 明治39年5月1日 合併 阿摺村  | 昭和30年4月1日 足助町に編入              | 足助町                      | 足助町                                            | 平成17年4月1日 豊田市に編入 | 豊田市 |
| 牛地村            | 牛地村       | 牛地村       | 生駒村                     | 生駒村                                          | 明治39年5月1日 合併 旭村    | 旭村                                     | 昭和42年4月1日 町制 旭町    | 旭町                                              | 平成17年4月1日 豊田市に編入 | 豊田市 |
| 小滝野村          |              |              | 生駒村                     | 生駒村                                          | 明治39年5月1日 合併 旭村    | 旭村                                     | 昭和42年4月1日 町制 旭町    | 旭町                                              | 平成17年4月1日 豊田市に編入 | 豊田市 |
| 田津原村          |              |              | 生駒村                     | 生駒村                                          | 明治39年5月1日 合併 旭村    | 旭村                                     | 昭和42年4月1日 町制 旭町    | 旭町                                              | 平成17年4月1日 豊田市に編入 | 豊田市 |
| 閑羅瀬村          |              |              | 生駒村                     | 生駒村                                          | 明治39年5月1日 合併 旭村    | 旭村                                     | 昭和42年4月1日 町制 旭町    | 旭町                                              | 平成17年4月1日 豊田市に編入 | 豊田市 |
| 余平村            | 余平村       | 余平村       | 介木村                     | 介木村                                          | 明治39年5月1日 合併 旭村    | 旭村                                     | 昭和42年4月1日 町制 旭町    | 旭町                                              | 平成17年4月1日 豊田市に編入 | 豊田市 |
| 太田村            |              |              | 介木村                     | 介木村                                          | 明治39年5月1日 合併 旭村    | 旭村                                     | 昭和42年4月1日 町制 旭町    | 旭町                                              | 平成17年4月1日 豊田市に編入 | 豊田市 |
| 万町村            |              |              | 介木村                     | 介木村                                          | 明治39年5月1日 合併 旭村    | 旭村                                     | 昭和42年4月1日 町制 旭町    | 旭町                                              | 平成17年4月1日 豊田市に編入 | 豊田市 |
| 明賀村            |              |              | 介木村                     | 介木村                                          | 明治39年5月1日 合併 旭村    | 旭村                                     | 昭和42年4月1日 町制 旭町    | 旭町                                              | 平成17年4月1日 豊田市に編入 | 豊田市 |
| 小渡村            |              |              | 介木村                     | 介木村                                          | 明治39年5月1日 合併 旭村    | 旭村                                     | 昭和42年4月1日 町制 旭町    | 旭町                                              | 平成17年4月1日 豊田市に編入 | 豊田市 |
| 時瀬村            |              |              | 介木村                     | 介木村                                          | 明治39年5月1日 合併 旭村    | 旭村                                     | 昭和42年4月1日 町制 旭町    | 旭町                                              | 平成17年4月1日 豊田市に編入 | 豊田市 |
| 槙本村            | 槙本村       | 槙本村       | 築羽村                     | 築羽村                                          | 明治39年5月1日 合併 旭村    | 旭村                                     | 昭和42年4月1日 町制 旭町    | 旭町                                              | 平成17年4月1日 豊田市に編入 | 豊田市 |
| 小畑村            |              |              | 築羽村                     | 築羽村                                          | 明治39年5月1日 合併 旭村    | 旭村                                     | 昭和42年4月1日 町制 旭町    | 旭町                                              | 平成17年4月1日 豊田市に編入 | 豊田市 |
| 坪崎村            |              |              | 築羽村                     | 築羽村                                          | 明治39年5月1日 合併 旭村    | 旭村                                     | 昭和42年4月1日 町制 旭町    | 旭町                                              | 平成17年4月1日 豊田市に編入 | 豊田市 |
| 日下部村          |              |              | 築羽村                     | 築羽村                                          | 明治39年5月1日 合併 旭村    | 旭村                                     | 昭和42年4月1日 町制 旭町    | 旭町                                              | 平成17年4月1日 豊田市に編入 | 豊田市 |
| 伯母沢村          |              |              | 築羽村                     | 築羽村                                          | 明治39年5月1日 合併 旭村    | 旭村                                     | 昭和42年4月1日 町制 旭町    | 旭町                                              | 平成17年4月1日 豊田市に編入 | 豊田市 |
| 岡村              | 岡村         | 八幡村       | 築羽村                     | 築羽村                                          | 明治39年5月1日 合併 旭村    | 旭村                                     | 昭和42年4月1日 町制 旭町    | 旭町                                              | 平成17年4月1日 豊田市に編入 | 豊田市 |
| 高蔵村            |              | 八幡村       | 築羽村                     | 築羽村                                          | 明治39年5月1日 合併 旭村    | 旭村                                     | 昭和42年4月1日 町制 旭町    | 旭町                                              | 平成17年4月1日 豊田市に編入 | 豊田市 |
| 上伊熊村          | 上伊熊村     | 伊熊村       | 築羽村                     | 築羽村                                          | 明治39年5月1日 合併 旭村    | 旭村                                     | 昭和42年4月1日 町制 旭町    | 旭町                                              | 平成17年4月1日 豊田市に編入 | 豊田市 |
| 下伊熊村          |              | 伊熊村       | 築羽村                     | 築羽村                                          | 明治39年5月1日 合併 旭村    | 旭村                                     | 昭和42年4月1日 町制 旭町    | 旭町                                              | 平成17年4月1日 豊田市に編入 | 豊田市 |
| 惣田村            |              |              | 築羽村                     | 築羽村                                          | 明治39年5月1日 合併 旭村    | 旭村                                     | 昭和42年4月1日 町制 旭町    | 旭町                                              | 平成17年4月1日 豊田市に編入 | 豊田市 |
| 沢尻村            | 沢尻村       | 杉本村       | 野見村                     | 野見村                                          | 明治39年5月1日 合併 旭村    | 旭村                                     | 昭和42年4月1日 町制 旭町    | 旭町                                              | 平成17年4月1日 豊田市に編入 | 豊田市 |
| 大垣内村          |              | 杉本村       | 野見村                     | 野見村                                          | 明治39年5月1日 合併 旭村    | 旭村                                     | 昭和42年4月1日 町制 旭町    | 旭町                                              | 平成17年4月1日 豊田市に編入 | 豊田市 |
| 源重村            |              | 杉本村       | 野見村                     | 野見村                                          | 明治39年5月1日 合併 旭村    | 旭村                                     | 昭和42年4月1日 町制 旭町    | 旭町                                              | 平成17年4月1日 豊田市に編入 | 豊田市 |
| 九沢村            |              | 杉本村       | 野見村                     | 野見村                                          | 明治39年5月1日 合併 旭村    | 旭村                                     | 昭和42年4月1日 町制 旭町    | 旭町                                              | 平成17年4月1日 豊田市に編入 | 豊田市 |
| 白石村            |              | 杉本村       | 野見村                     | 野見村                                          | 明治39年5月1日 合併 旭村    | 旭村                                     | 昭和42年4月1日 町制 旭町    | 旭町                                              | 平成17年4月1日 豊田市に編入 | 豊田市 |
| 東加塩村          |              |              | 野見村                     | 野見村                                          | 明治39年5月1日 合併 旭村    | 旭村                                     | 昭和42年4月1日 町制 旭町    | 旭町                                              | 平成17年4月1日 豊田市に編入 | 豊田市 |
| 押手村            | 押手村       | 押井村       | 野見村                     | 野見村                                          | 明治39年5月1日 合併 旭村    | 旭村                                     | 昭和42年4月1日 町制 旭町    | 旭町                                              | 平成17年4月1日 豊田市に編入 | 豊田市 |
| 二井寺村          |              | 押井村       | 野見村                     | 野見村                                          | 明治39年5月1日 合併 旭村    | 旭村                                     | 昭和42年4月1日 町制 旭町    | 旭町                                              | 平成17年4月1日 豊田市に編入 | 豊田市 |
| 万根村            |              |              | 野見村                     | 野見村                                          | 明治39年5月1日 合併 旭村    | 旭村                                     | 昭和42年4月1日 町制 旭町    | 旭町                                              | 平成17年4月1日 豊田市に編入 | 豊田市 |
| 菊田村            |              |              | 野見村                     | 野見村                                          | 明治39年5月1日 合併 旭村    | 旭村                                     | 昭和42年4月1日 町制 旭町    | 旭町                                              | 平成17年4月1日 豊田市に編入 | 豊田市 |
| 鳥巣村            | 鳥巣村       | 榊野村       | 野見村                     | 野見村                                          | 明治39年5月1日 合併 旭村    | 旭村                                     | 昭和42年4月1日 町制 旭町    | 旭町                                              | 平成17年4月1日 豊田市に編入 | 豊田市 |
| 月畑村            |              | 榊野村       | 野見村                     | 野見村                                          | 明治39年5月1日 合併 旭村    | 旭村                                     | 昭和42年4月1日 町制 旭町    | 旭町                                              | 平成17年4月1日 豊田市に編入 | 豊田市 |
| 小沢村            |              | 榊野村       | 野見村                     | 野見村                                          | 明治39年5月1日 合併 旭村    | 旭村                                     | 昭和42年4月1日 町制 旭町    | 旭町                                              | 平成17年4月1日 豊田市に編入 | 豊田市 |
| 能見村            |              | 榊野村       | 野見村                     | 野見村                                          | 明治39年5月1日 合併 旭村    | 旭村                                     | 昭和42年4月1日 町制 旭町    | 旭町                                              | 平成17年4月1日 豊田市に編入 | 豊田市 |
| 有間村            |              |              | 野見村                     | 野見村                                          | 明治39年5月1日 合併 旭村    | 旭村                                     | 昭和42年4月1日 町制 旭町    | 旭町                                              | 平成17年4月1日 豊田市に編入 | 豊田市 |
| 笹戸村            |              |              | 野見村                     | 野見村                                          | 明治39年5月1日 合併 旭村    | 旭村                                     | 昭和42年4月1日 町制 旭町    | 旭町                                              | 平成17年4月1日 豊田市に編入 | 豊田市 |
| 市平村            |              |              | 野見村                     | 野見村                                          | 明治39年5月1日 合併 旭村    | 旭村                                     | 昭和42年4月1日 町制 旭町    | 旭町                                              | 平成17年4月1日 豊田市に編入 | 豊田市 |
| 池島村            |              |              | 野見村                     | 野見村                                          | 明治39年5月1日 合併 旭村    | 旭村                                     | 昭和42年4月1日 町制 旭町    | 旭町                                              | 平成17年4月1日 豊田市に編入 | 豊田市 |
| 大坪村            | 大坪村       | 大坪村       | 野見村                     | 野見村                                          | 明治39年5月1日 合併 旭村    | 旭村                                     | 昭和42年4月1日 町制 旭町    | 旭町                                              | 平成17年4月1日 豊田市に編入 | 豊田市 |
| 高能村            |              | 大坪村       | 野見村                     | 野見村                                          | 明治39年5月1日 合併 旭村    | 旭村                                     | 昭和42年4月1日 町制 旭町    | 旭町                                              | 平成17年4月1日 豊田市に編入 | 豊田市 |
| 東萩平村          |              |              | 野見村                     | 野見村                                          | 明治39年5月1日 合併 旭村    | 旭村                                     | 昭和42年4月1日 町制 旭町    | 旭町                                              | 平成17年4月1日 豊田市に編入 | 豊田市 |
| 岐 阜 県 恵 那 郡 | 浅谷村       | 浅谷村       | 岐阜県恵那郡 浅谷村        | 明治23年5月1日 合併 岐阜県恵那郡 三濃村（一部） | 岐阜県恵那郡 三濃村（一部） | 昭和30年4月1日 愛知県東加茂郡 旭村に編入 | 昭和42年4月1日 町制 旭町    | 旭町                                              | 平成17年4月1日 豊田市に編入 | 豊田市 |
| 岐 阜 県 恵 那 郡 | 須渕村       | 浅谷村       | 岐阜県恵那郡 浅谷村        | 明治23年5月1日 合併 岐阜県恵那郡 三濃村（一部） | 岐阜県恵那郡 三濃村（一部） | 昭和30年4月1日 愛知県東加茂郡 旭村に編入 | 昭和42年4月1日 町制 旭町    | 旭町                                              | 平成17年4月1日 豊田市に編入 | 豊田市 |
| 岐 阜 県 恵 那 郡 | 一色村       | 野原村       | 岐阜県恵那郡 野原村        | 明治23年5月1日 合併 岐阜県恵那郡 三濃村（一部） | 岐阜県恵那郡 三濃村（一部） | 昭和30年4月1日 愛知県東加茂郡 旭村に編入 | 昭和42年4月1日 町制 旭町    | 旭町                                              | 平成17年4月1日 豊田市に編入 | 豊田市 |
| 岐 阜 県 恵 那 郡 | 上切村       | 野原村       | 岐阜県恵那郡 野原村        | 明治23年5月1日 合併 岐阜県恵那郡 三濃村（一部） | 岐阜県恵那郡 三濃村（一部） | 昭和30年4月1日 愛知県東加茂郡 旭村に編入 | 昭和42年4月1日 町制 旭町    | 旭町                                              | 平成17年4月1日 豊田市に編入 | 豊田市 |
| 岐 阜 県 恵 那 郡 | 上中切村     | 野原村       | 岐阜県恵那郡 野原村        | 明治23年5月1日 合併 岐阜県恵那郡 三濃村（一部） | 岐阜県恵那郡 三濃村（一部） | 昭和30年4月1日 愛知県東加茂郡 旭村に編入 | 昭和42年4月1日 町制 旭町    | 旭町                                              | 平成17年4月1日 豊田市に編入 | 豊田市 |
| 岐 阜 県 恵 那 郡 | 下中切村     | 野原村       | 岐阜県恵那郡 野原村        | 明治23年5月1日 合併 岐阜県恵那郡 三濃村（一部） | 岐阜県恵那郡 三濃村（一部） | 昭和30年4月1日 愛知県東加茂郡 旭村に編入 | 昭和42年4月1日 町制 旭町    | 旭町                                              | 平成17年4月1日 豊田市に編入 | 豊田市 |
| 岐 阜 県 恵 那 郡 | 下切村       | 野原村       | 岐阜県恵那郡 野原村        | 明治23年5月1日 合併 岐阜県恵那郡 三濃村（一部） | 岐阜県恵那郡 三濃村（一部） | 昭和30年4月1日 愛知県東加茂郡 旭村に編入 | 昭和42年4月1日 町制 旭町    | 旭町                                              | 平成17年4月1日 豊田市に編入 | 豊田市 |
| 北 設 楽 郡       | 稲橋村       | 稲橋村       | 北設楽郡稲橋村             | 北設楽郡稲橋村                                  | 北設楽郡稲橋村              | 昭和15年5月10日 合併 北設楽郡稲武町      | 北設楽郡稲武町              | 平成15年10月1日 東加茂郡に移行 （東加茂郡稲武町） | 平成17年4月1日 豊田市に編入 | 豊田市 |
| 北 設 楽 郡       | 夏焼村       |              | 北設楽郡稲橋村             | 北設楽郡稲橋村                                  | 北設楽郡稲橋村              | 昭和15年5月10日 合併 北設楽郡稲武町      | 北設楽郡稲武町              | 平成15年10月1日 東加茂郡に移行 （東加茂郡稲武町） | 平成17年4月1日 豊田市に編入 | 豊田市 |
| 北 設 楽 郡       | 中当村       |              | 北設楽郡稲橋村             | 北設楽郡稲橋村                                  | 北設楽郡稲橋村              | 昭和15年5月10日 合併 北設楽郡稲武町      | 北設楽郡稲武町              | 平成15年10月1日 東加茂郡に移行 （東加茂郡稲武町） | 平成17年4月1日 豊田市に編入 | 豊田市 |
| 北 設 楽 郡       | 野入村       |              | 北設楽郡稲橋村             | 北設楽郡稲橋村                                  | 北設楽郡稲橋村              | 昭和15年5月10日 合併 北設楽郡稲武町      | 北設楽郡稲武町              | 平成15年10月1日 東加茂郡に移行 （東加茂郡稲武町） | 平成17年4月1日 豊田市に編入 | 豊田市 |
| 北 設 楽 郡       | 大野瀬村     |              | 北設楽郡稲橋村             | 北設楽郡稲橋村                                  | 北設楽郡稲橋村              | 昭和15年5月10日 合併 北設楽郡稲武町      | 北設楽郡稲武町              | 平成15年10月1日 東加茂郡に移行 （東加茂郡稲武町） | 平成17年4月1日 豊田市に編入 | 豊田市 |
| 北 設 楽 郡       | 押山村       |              | 北設楽郡稲橋村             | 北設楽郡稲橋村                                  | 北設楽郡稲橋村              | 昭和15年5月10日 合併 北設楽郡稲武町      | 北設楽郡稲武町              | 平成15年10月1日 東加茂郡に移行 （東加茂郡稲武町） | 平成17年4月1日 豊田市に編入 | 豊田市 |
| 北 設 楽 郡       | 武節町村     | 武節町村     | 北設楽郡武節村             | 北設楽郡武節村                                  | 北設楽郡武節村              | 昭和15年5月10日 合併 北設楽郡稲武町      | 北設楽郡稲武町              | 平成15年10月1日 東加茂郡に移行 （東加茂郡稲武町） | 平成17年4月1日 豊田市に編入 | 豊田市 |
| 北 設 楽 郡       | 桑原村       |              | 北設楽郡武節村             | 北設楽郡武節村                                  | 北設楽郡武節村              | 昭和15年5月10日 合併 北設楽郡稲武町      | 北設楽郡稲武町              | 平成15年10月1日 東加茂郡に移行 （東加茂郡稲武町） | 平成17年4月1日 豊田市に編入 | 豊田市 |
| 北 設 楽 郡       | 御所貝津村   |              | 北設楽郡武節村             | 北設楽郡武節村                                  | 北設楽郡武節村              | 昭和15年5月10日 合併 北設楽郡稲武町      | 北設楽郡稲武町              | 平成15年10月1日 東加茂郡に移行 （東加茂郡稲武町） | 平成17年4月1日 豊田市に編入 | 豊田市 |
| 北 設 楽 郡       | 川手村       |              | 北設楽郡武節村             | 北設楽郡武節村                                  | 北設楽郡武節村              | 昭和15年5月10日 合併 北設楽郡稲武町      | 北設楽郡稲武町              | 平成15年10月1日 東加茂郡に移行 （東加茂郡稲武町） | 平成17年4月1日 豊田市に編入 | 豊田市 |
| 北 設 楽 郡       | 黒田村       |              | 北設楽郡武節村             | 北設楽郡武節村                                  | 北設楽郡武節村              | 昭和15年5月10日 合併 北設楽郡稲武町      | 北設楽郡稲武町              | 平成15年10月1日 東加茂郡に移行 （東加茂郡稲武町） | 平成17年4月1日 豊田市に編入 | 豊田市 |
| 北 設 楽 郡       | 小田木村     |              | 北設楽郡武節村             | 北設楽郡武節村                                  | 北設楽郡武節村              | 昭和15年5月10日 合併 北設楽郡稲武町      | 北設楽郡稲武町              | 平成15年10月1日 東加茂郡に移行 （東加茂郡稲武町） | 平成17年4月1日 豊田市に編入 | 豊田市 |
| 富永村            |              |              | 北設楽郡武節村             | 北設楽郡武節村                                  | 北設楽郡武節村              | 昭和15年5月10日 合併 北設楽郡稲武町      | 北設楽郡稲武町              | 平成15年10月1日 東加茂郡に移行 （東加茂郡稲武町） | 平成17年4月1日 豊田市に編入 | 豊田市 |
| 東蘭村            | 東蘭村       | 東蘭村       | 下山村                     | 下山村                                          | 明治39年5月1日 合併 下山村  | 下山村                                   | 下山村                      | 下山村                                            | 平成17年4月1日 豊田市に編入 | 豊田市 |
| 和合村            |              |              | 下山村                     | 下山村                                          | 明治39年5月1日 合併 下山村  | 下山村                                   | 下山村                      | 下山村                                            | 平成17年4月1日 豊田市に編入 | 豊田市 |
| 荻島村            |              |              | 下山村                     | 下山村                                          | 明治39年5月1日 合併 下山村  | 下山村                                   | 下山村                      | 下山村                                            | 平成17年4月1日 豊田市に編入 | 豊田市 |
| 神殿村            |              |              | 下山村                     | 下山村                                          | 明治39年5月1日 合併 下山村  | 下山村                                   | 下山村                      | 下山村                                            | 平成17年4月1日 豊田市に編入 | 豊田市 |
| 平瀬村            |              |              | 下山村                     | 下山村                                          | 明治39年5月1日 合併 下山村  | 下山村                                   | 下山村                      | 下山村                                            | 平成17年4月1日 豊田市に編入 | 豊田市 |
| 田平沢村          |              |              | 下山村                     | 下山村                                          | 明治39年5月1日 合併 下山村  | 下山村                                   | 下山村                      | 下山村                                            | 平成17年4月1日 豊田市に編入 | 豊田市 |
| 栃立村            |              |              | 下山村                     | 下山村                                          | 明治39年5月1日 合併 下山村  | 下山村                                   | 下山村                      | 下山村                                            | 平成17年4月1日 豊田市に編入 | 豊田市 |
| 黒岩村            |              |              | 下山村                     | 下山村                                          | 明治39年5月1日 合併 下山村  | 下山村                                   | 下山村                      | 下山村                                            | 平成17年4月1日 豊田市に編入 | 豊田市 |
| 梶村              |              |              | 下山村                     | 下山村                                          | 明治39年5月1日 合併 下山村  | 下山村                                   | 下山村                      | 下山村                                            | 平成17年4月1日 豊田市に編入 | 豊田市 |
| 大桑村            |              |              | 下山村                     | 下山村                                          | 明治39年5月1日 合併 下山村  | 下山村                                   | 下山村                      | 下山村                                            | 平成17年4月1日 豊田市に編入 | 豊田市 |
| 芦原子村          |              |              | 下山村                     | 下山村                                          | 明治39年5月1日 合併 下山村  | 下山村                                   | 下山村                      | 下山村                                            | 平成17年4月1日 豊田市に編入 | 豊田市 |
| 小松野村          |              |              | 下山村                     | 下山村                                          | 明治39年5月1日 合併 下山村  | 下山村                                   | 下山村                      | 下山村                                            | 平成17年4月1日 豊田市に編入 | 豊田市 |
| 黒坂村            | 黒坂村       | （残部）     | 下山村                     | 下山村                                          | 明治39年5月1日 合併 下山村  | 下山村                                   | 下山村                      | 下山村                                            | 平成17年4月1日 豊田市に編入 | 豊田市 |
| 黒坂村            | 黒坂村       | （北中河内） | 下山村                     | 下山村                                          | 明治39年5月1日 合併 下山村  | 昭和23年2月1日 南設楽郡作手村に編入      | 南設楽郡作手村              | 南設楽郡作手村                                    | 平成17年10月1日 合併 新城市 | 新城市 |
| 羽布村            | 羽布村       | （北中河内） | 富義村                     | 富義村                                          | 明治39年5月1日 合併 下山村  | 昭和23年2月1日 南設楽郡作手村に編入      | 南設楽郡作手村              | 南設楽郡作手村                                    | 平成17年10月1日 合併 新城市 | 新城市 |
| 羽布村            | 羽布村       | （残部）     | 富義村                     | 富義村                                          | 明治39年5月1日 合併 下山村  | 下山村                                   | 下山村                      | 下山村                                            | 平成17年4月1日 豊田市に編入 | 豊田市 |
| 高野村            |              |              | 富義村                     | 富義村                                          | 明治39年5月1日 合併 下山村  | 下山村                                   | 下山村                      | 下山村                                            | 平成17年4月1日 豊田市に編入 | 豊田市 |
| 野原村            |              |              | 富義村                     | 富義村                                          | 明治39年5月1日 合併 下山村  | 下山村                                   | 下山村                      | 下山村                                            | 平成17年4月1日 豊田市に編入 | 豊田市 |
| 阿蔵村            | 阿蔵村       | 阿蔵村       | 富義村                     | 富義村                                          | 明治39年5月1日 合併 下山村  | 下山村                                   | 下山村                      | 下山村                                            | 平成17年4月1日 豊田市に編入 | 豊田市 |
| 保殿村            |              | 阿蔵村       | 富義村                     | 富義村                                          | 明治39年5月1日 合併 下山村  | 下山村                                   | 下山村                      | 下山村                                            | 平成17年4月1日 豊田市に編入 | 豊田市 |
| 梨野村            |              |              | 富義村                     | 富義村                                          | 明治39年5月1日 合併 下山村  | 下山村                                   | 下山村                      | 下山村                                            | 平成17年4月1日 豊田市に編入 | 豊田市 |
| 宇連野村          |              |              | 富義村                     | 富義村                                          | 明治39年5月1日 合併 下山村  | 下山村                                   | 下山村                      | 下山村                                            | 平成17年4月1日 豊田市に編入 | 豊田市 |
| 吉平村            |              |              | 富義村                     | 富義村                                          | 明治39年5月1日 合併 下山村  | 下山村                                   | 下山村                      | 下山村                                            | 平成17年4月1日 豊田市に編入 | 豊田市 |
| 大林村            |              |              | 富義村                     | 富義村                                          | 明治39年5月1日 合併 下山村  | 下山村                                   | 下山村                      | 下山村                                            | 平成17年4月1日 豊田市に編入 | 豊田市 |
| 立岩村            |              |              | 富義村                     | 富義村                                          | 明治39年5月1日 合併 下山村  | 下山村                                   | 下山村                      | 下山村                                            | 平成17年4月1日 豊田市に編入 | 豊田市 |
| 東大沼村          | 東大沼村     | 東大沼村     | 大沼村                     | 大沼村                                          | 明治39年5月1日 合併 下山村  | 下山村                                   | 下山村                      | 下山村                                            | 平成17年4月1日 豊田市に編入 | 豊田市 |
| 花園村            | 花園村       | 花沢村       | 大沼村                     | 大沼村                                          | 明治39年5月1日 合併 下山村  | 下山村                                   | 下山村                      | 下山村                                            | 平成17年4月1日 豊田市に編入 | 豊田市 |
| 柵沢村            |              | 花沢村       | 大沼村                     | 大沼村                                          | 明治39年5月1日 合併 下山村  | 下山村                                   | 下山村                      | 下山村                                            | 平成17年4月1日 豊田市に編入 | 豊田市 |
| 槙ケ田和村        |              | 花沢村       | 大沼村                     | 大沼村                                          | 明治39年5月1日 合併 下山村  | 下山村                                   | 下山村                      | 下山村                                            | 平成17年4月1日 豊田市に編入 | 豊田市 |
| 長峯村            |              | 花沢村       | 大沼村                     | 大沼村                                          | 明治39年5月1日 合併 下山村  | 下山村                                   | 下山村                      | 下山村                                            | 平成17年4月1日 豊田市に編入 | 豊田市 |
| 切二木村          |              | 花沢村       | 大沼村                     | 大沼村                                          | 明治39年5月1日 合併 下山村  | 下山村                                   | 下山村                      | 下山村                                            | 平成17年4月1日 豊田市に編入 | 豊田市 |
| 額 田 郡          | 上田代村     | 田折村       | 額田郡下山村 （一部）      | 額田郡下山村 （一部）                           | 額田郡下山村 （一部）       | 昭和31年9月30日 東加茂郡下山村に編入     | 下山村                      | 下山村                                            | 平成17年4月1日 豊田市に編入 | 豊田市 |
| 額 田 郡          | 折地村       | 田折村       | 額田郡下山村 （一部）      | 額田郡下山村 （一部）                           | 額田郡下山村 （一部）       | 昭和31年9月30日 東加茂郡下山村に編入     | 下山村                      | 下山村                                            | 平成17年4月1日 豊田市に編入 | 豊田市 |
| 額 田 郡          | 田代村       |              | 額田郡下山村 （一部）      | 額田郡下山村 （一部）                           | 額田郡下山村 （一部）       | 昭和31年9月30日 東加茂郡下山村に編入     | 下山村                      | 下山村                                            | 平成17年4月1日 豊田市に編入 | 豊田市 |
| 額 田 郡          | 蕪木村       |              | 額田郡下山村 （一部）      | 額田郡下山村 （一部）                           | 額田郡下山村 （一部）       | 昭和31年9月30日 東加茂郡下山村に編入     | 下山村                      | 下山村                                            | 平成17年4月1日 豊田市に編入 | 豊田市 |
| 額 田 郡          | 蘭村         |              | 額田郡下山村 （一部）      | 額田郡下山村 （一部）                           | 額田郡下山村 （一部）       | 昭和31年9月30日 東加茂郡下山村に編入     | 下山村                      | 下山村                                            | 平成17年4月1日 豊田市に編入 | 豊田市 |

## 行政
歴代郡長
| 代 | 氏名 | 就任年月日                 | 退任年月日                | 備考                   |
| -- | ---- | -------------------------- | ------------------------- | ---------------------- |
| 1  |      | 明治11年（1878年）12月20日 |                           |                        |
|    |      |                            | 大正15年（1926年）6月30日 | 郡役所廃止により、廃官 |

## その他
愛知県の天気予報の区分では、本郡の旧松平町を除く地域は愛知県東部となっている。